# LGBT práva v Lucembursku

Duhová mapa Lucemburska

Lucembursko je všeobecně velmi tolerantní a vstřícné, co se týče homosexuality, která je zde silně respektována a akceptována. Registrované partnerství garantující homosexuálním párům mnoho výhod plynoucích z manželství bylo přijaté. Lucemburským parlamentem v červnu 2014 prošel zákon umožňující homoseuxálům uzavírat manželství a plná adopční práva, který se stal účinným 1. ledna 2015.

## Zákony týkající se stejnopohlavní sexuální aktivity
Stejnopohlavní sexuální styk byl na tomto území dekriminalizován v r. 1794 v době, kdy bylo Lucembursko součástí Francie. § 372 Trestního zákoníku stanovil pro obě orientaci jeden legální věk způsobilosti k pohlavnímu styku 16 let. Ten byl dočasně navýšen pro homosexuály na 15 let po novele § 372, která byla zrušena r. 1992.

## Změna pohlaví
Osoby, které chtějí podstoupit změnu pohlaví, musejí podstoupit sterilizaci.

## Stejnopohlavní soužití
Registrované partnerství bylo možné na tomto území uzavírat od r. 2004, a bylo podobné francouzskému modelu „Občanský pakt solidarity“. Zákon o registrovaném partnerství byl schválen 1. listopadu 2004.
V r. 2009 lucemburská vláda veřejně oznámila svůj záměr legalizovat stejnopohlavní manželství. Nicméně k jednání o takovém zákoně došlo až o 5 let později, a to v červnu 2014, kdy prošel v poměru 56:4 a stal se účinným 1. ledna 2015.

## Adopce a plánování rodiny
Po kladném stanovisku parlamentu v červnu 2014 získali homosexuální páry plná adopční práva s účinností od 1. ledna 2015.
Kromě toho lesbické páry mají v zemi rovný přístup k umělému oplodnění jako páry heterosexuální.

## Ochrana před diskriminací
V Lucembursku jsou platné anti-diskriminační zákony na základě sexuální orientace, ale pouze v zaměstnání a přístupu ke zboží a službám. V trestních věcech legislativa nezohledňuje sexuální orientaci nebo genderovou identitu, která není tím pádem chápána jako přitěžující okolnost. Každý občan Lucemburska může sloužit v armádě bez ohledu na sexuální orientaci.

## LGBT hnutí v Lucembursku
Hlavní organizací zabývající se homosexuální a bisexuální problematikou je Rosa Lëtzebuerg (Pink Luxembourg), ta byla založená 28. června 1996 a podle údajů z r. 2004 měla 220 členů. Jejími cíli je podporovat práva homosexuálů a bisexuálů a bojovat proti veškeré diskriminaci proti nim, aktivně se podílet na získávání rovných práv v sociálních, kulturních a právních záležitostech a organizovat veškeré sociální a kulturní aktivity ve prospěch homosexuálů a bisexuálů .

## Veřejné mínění
Eurobarometrické šetření z prosince 2006 ukazuje, že 58 % Lucemburčanů podporuje stejnopohlavní manželství a 39 % plná adopční práva pro homosexuální páry (Průměr EU 44 % a 33 %).

## Životní úroveň
| Legální stejnopohlavní styk                                                             | (1794)                 |
| Stejný věk legální způsobilosti k pohlavnímu styku pro obě orientace                    | (mimo léta 1971–1992)  |
| Anti-diskriminační zákony v zaměstnání                                                  | Yes                    |
| Anti-diskriminační zákony v přístupu ke zboží a službám                                 | Yes                    |
| Anti-diskriminační zákony v ostatních oblastech (homofobní urážky, zločiny z nenávisti) | Yes                    |
| Stejnopohlavní manželství                                                               | (od 1. ledna 2015)     |
| Jiná forma stejnopohlavního soužití                                                     | (od 1. listopadu 2004) |
| Adopce dítěte partnera                                                                  | (od 1. ledna 2015)     |
| Společná adopce dětí stejnopohlavními páry                                              | (od 1. ledna 2015)     |
| Gayové a lesby mohou otevřeně sloužit v armádě                                          | Yes                    |
| Možnost změny pohlaví                                                                   | Nutná sterilizace      |
| Přístup k umělému oplodnění pro lesbické ženy                                           | Yes                    |
| MSM smějí darovat krev                                                                  | No                     |